# Margrit Zimmermann
Margrit Zimmermann, née le 7 août 1927 à Berne et morte le 23 février 2020 à Belp, est une compositrice, cheffe d'orchestre, pianiste et pédagogue musicale suisse.

## Biographie
Margrit Zimmermann naît le 7 août 1927 à Berne,,.
Fille du menuisier Emil Zimmermann et de la cuisinière Ida Zimmermann, née Niklaus, elle devient couturière à la demande de ses parents avant de se tourner vers la musique.
À Berne, elle étudie le piano avec Jeanne Bovet et la composition avec Walter Furrer, puis à Lausanne avec Denise Bidal et Alfred Cortot. En 1952, elle obtient un diplôme de piano à l'École normale de musique de Paris et étudie simultanément la composition avec Arthur Honegger. Elle suit des cours de direction d'orchestre à Berne avec Ewald Körner, à Monte-Carlo avec Igor Markevitch et à Ossiach avec Hans Swarowsky. Au Conservatoire Giuseppe-Verdi de Milan, après des études supplémentaires avec Aurelio Maggioni et Umberto Rotondi, ainsi qu'une formation spéciale de cheffe d'orchestre d'opéra avec Umberto Cattini, elle obtient en 1978 un diplôme de composition (Diploma di composizione),.
En 1973, Margrit Zimmermann fonde un orchestre à Berne,.
Comme compositrice, elle reçoit de nombreuses commandes d'œuvres et travaille par ailleurs comme cheffe d'orchestre et enseignante en théorie de la musique et piano,.
Margrit Zimmermann meurt le 23 février 2020 à Belp. Elle est inhumée au cimetière de la Schosshalde à Berne.

## Prix et distinctions
Margrit Zimmermann est honorée en 1986 par le Prix de la Fondation du jubilé de l'UBS (Preis der Jubiläumsstiftung der Schweizerischen Bankgesellschaft), et remporte en 1987 le premier Concours international de compositrices de la ville d'Unna et le Prix des compositrices de la ville de Kassel. En 1989, elle est honorée par la Japan International League of Artists à Tokyo,.

## Style musical
Les compositions de Margrit Zimmermann sont écrites pour toutes les formations instrumentales et vocales et pour tous les genres musicaux, à l'exception de l'opéra,. Elle cherche de nouvelles combinaisons de sons et de mélodies, composant de manière atonale, avec une instrumentation traditionnelle, en utilisant une notation musicale traditionnelle avec l'ajout de ses propres symboles et un système spécial de quart de ton,. Elle compose au piano, et son œuvre bianchi-neri op. 36 oppose les touches noires et blanches du piano,.
La Schweizer Musikzeitung publie en 2020 un article intitulé Die Nachtwerkerin sur le travail de l'artiste : « Sa langue musicale évolue dans la zone dissonante et non tonale. Elle est caractérisée par les stratifications horizontales et verticales de quartes et de septièmes, ainsi que par leurs renversements, quintes et secondes. La compositrice utilisait des extensions sonores de manière ludique et improvisatrice, dans le sens d'effets percutants, et écrivait pour cela dans les partitions ses propres symboles avec des explications préalables. Ainsi, une lourde chaîne peut parfois résonner pendant le jeu au piano, ou les avant-bras doivent être roulés sur les touches, les instruments à vent et les cordes jouant en quarts de ton. Elle a consacré un travail théorique et des représentations graphiques à l'organisation, à l'intonation et à l'utilisation de la musique en quart de ton. ».
Le catalogue des œuvres de Margrit Zimmermann se trouve au Centre suisse d'informations musicales, des informations sur elle sont disponibles à la Phonothèque nationale suisse, et ses compositions sont accessibles à la Bibliothèque de la Haute école des arts de Berne.

## Compositions
Parmi les œuvres de Margrit Zimmermann, figurent, :
- Drei Lieder, op. 5 (1977–78)
- Musica per nove archi, op. 17 (1977)
- Suoni, op. 4 (1978)
- Quartetto d'archi no 1, op. 7 (quatuor à cordes no 1, op. 7) (1979–1982)
- Introduzione, Allegro, Episodio I - II - III, Alla marcia et Fugato.
- Introduzione e Allegro, op. 12 (1979), symphonie pour grand orchestre
- Der Politiker: Braucht der Mensch Freiheit?, op. 6 (1979) pour une voix parlée, contrebasse et piano
- Musica, op. 8 (1980) pour violoncelle et piano
- Per Sei, op. 9 (1980) pour flûte, violon, alto, violoncelle, piano et timbales
- Quartetto d'archi no 2, op. 11 (1980)
- Quartetto d'archi no 3, "Il giuoco", op. 16 (1981)
- Black Box, op. 19 (1981–82) pour hautbois, clarinette, cor et basson
- Capriccio, op. 19 (1982) pour une voix et piano
- Duetto, op. 26 (1982) pour violoncelle et guitare
- Spiegelungen des Tages, op. 34 (1984/90)
- Fantasia duetto, op. 29 (1984) pour flûte et guitare
- Pezzi Brevi, op. 30 (1984) pour guitare
- Bianchi-Neri, op. 36 (1984) pour piano
- Pensieri, op. 31 (1984), 3 sonnets pour ténor, guitare et flûte
- Plis, op. 37 (1985), symphonie pour ténor et instruments solistes
- Dialog, op. 38 (1985) pour flûte et piano
- Fuori Dentro, op. 70 (1985) pour piano
- Visione, op. 32 (1985) pour guitare et piano
- Sonate für Violine solo, op. 33 (sonate pour violon seul, op. 33) (1985)
- Pizzicato, op. 68 (1985) pour violon
- Orphische Tänze, op. 43 (1986), quintette pour flûte, clarinette, alto, violoncelle et piano
- Aus dem Tagebuch einer Prinzessin, op. 44 (1986) pour piano
- Rapsodie, op. 41 (1986) pour violon solo, guitare, 2 violons, alto, violoncelle et contrebasse
- L'illusione per violoncello solo, op. 42 (1986)
- Gehen/Sucht/Morgen, op. 45 (1986), trio voix d'alto, violoncelle et piano
- Panta Rhei, op. 39 (1987) for violon solo, soprano, chœur de femmes et orgue
- Pianorama, op. 59 (1987), concerto pour piano et orchestre à cordes
- Die Gestundete Zeit, op. 52 (1987) pour voix et ensemble instrumental
- Piano Time, op. 46 (1987), toccata pour piano seul
- Cloccachorda, op. 40 (1987) pour piano
- Quadriga, op. 51 (1987) pour piano
- Spuren innerer Kreise, op. 53 (1988) pour 16 voix
- Murooji per chitarra solo, op. 57 (1988)
- Alle 7 Jahre, op. 58 (1989) pour soprano et piano
- Rhapsodie For Two, op. 52 (1990) pour clarinette et piano
- Wo sich berühren Raum und Zeit, op. 60 (1990) pour neuf voix de femmes
- Triptychon, op. 58 (1990) pour trombone et orgue
- Serenade, op. 62 (1992) pour flûte et piano
- In Urbis Honorem, op. 61 (1992) pour chœur mixte et orchestre, d'après des textes de Das Jahr der Stadt de Georg Schaeffner.
- Incontro, op. 93 (1992), duettino pour flûte et euphonium
- Gesänge der Liebe, op. 102 (1994–1995) pour soprano et piano
- Italiam! Italiam!, op. 106 (1995) for une voix parlée, clarinette et tambour militaire
- OMEGA: dentro fuori, op. 57 (1996) pour flûte (avec effets de cordes dans le piano)
- Capriccio, op. 63 (1998–1999) pour piano
- Il Flauto magico, op. 77, 1 (1999) pour flûte
- Allegro Giocoso, op. 100 (2000) pour piano
- Esperanza, op. 102 (2000) pour flûte